# Sandheiden im mittelfränkischen Becken
Sandheiden im mittelfränkischen Becken este o arie protejată (arie specială de conservare — SAC, sit de importanță comunitară — SCI) din Germania întinsă pe o suprafață de 1.167,39 ha, integral pe uscat.

## Localizare
Centrul sitului Sandheiden im mittelfränkischen Becken este situat la coordonatele 49°33′12″N 11°03′31″E / 49.5533°N 11.0586°E.

## Înființare
Situl Sandheiden im mittelfränkischen Becken a fost declarat sit de importanță comunitară în mai 1997 pentru a proteja 9 specii de animale. Situl a fost protejat și ca arie specială de conservare în aprilie 2016.

## Biodiversitate
Situată în ecoregiunea continentală, aria protejată conține 5 habitate naturale: Vegetație psamofilă uscată cu pășuni deschise de Corynephorus și Agrostis, Pajiști uscate europene, Păduri de stejar și carpen Galio-Carpinetum, Păduri aluvionare cu Alnus glutinosa și Fraxinus excelsior (Alno-Padion, Alnion incanae, Salicion albae), Păduri central-europene de pin scoțian cu licheni.
La baza desemnării sitului se află mai multe specii protejate:
- păsări (5): fâsă-de-câmp (Anthus campestris), caprimulg (Caprimulgus europaeus), ciuvică (Glaucidium passerinum), sfrâncioc roșiatic (Lanius collurio), ciocârlie de pădure (Lullula arborea)
- amfibieni (1): izvoraș-cu-burta-galbenă (Bombina variegata)
- nevertebrate (3): Euplagia quadripunctaria, libelule (Leucorrhinia pectoralis), rădașcă (Lucanus cervus)

Pe lângă speciile protejate, pe teritoriul sitului au mai fost identificate 1 specie de amfibieni, 1 specie de reptile.